# Mètode Kasiski
El  Mètode Kasiski en criptoanàlisi, (també conegut com a examen de Kasiski o prova de Kasiski) és un mètode per atacar els xifratges de substitució polialfabètica, com el xifratge de Vigenère. Aquest mètode deu el seu nom a l'oficial prussià Friedrich Kasiski que el va publicar el 1863, però sembla haver estat descobert de manera independent per Charles Babbage ja el 1846.
En els xifratges de substitució polialfabètics on els alfabets de substitució es trien mitjançant l'ús d'una paraula clau, l'examen de Kasiski permet a un criptoanalista deduir la longitud de la paraula clau. Un cop descoberta la longitud de la paraula clau, el criptoanalista alinea el text xifrat en n columnes, on n és la longitud de la paraula clau. Aleshores, cada columna es pot tractar com el text xifrat d'un xifrat de substitució monoalfabètica. Com a tal, cada columna pot ser atacada amb anàlisi de freqüència. De la mateixa manera, quan s'ha utilitzat una màquina de xifratge de corrent de rotor, aquest mètode pot permetre deduir la longitud dels rotors individuals.
Kasiski es va adonar de l'existència de paraules repetides en el text xifrat, el que significa gairebé amb tota probabilitat que aquestes paraules no només eren la mateixa abans del xifrat sinó que a més la clau coincidia en la mateixa posició en les dues ocurrències.
Sabent llavors que la distància entre paraules repetides és múltiple de la longitud de la clau, era qüestió de cercar diferents paraules que es repetissin i trobar el seu màxim comú divisor, per d'aquesta manera trobar un múltiple proper a la longitud de la clau. La longitud de la clau serà aquest nombre o algun factor primer d'aquest.
Un cop descoberta la longitud de la clau amb què es va xifrar el document només cal dividir el text en blocs de la mateixa mida que la longitud de la clau i aplicar el mètode estadístic tradicional del xifratge de Cèsar.